# Io canto Generation (seconda edizione)
La seconda edizione del talent show musicale Io canto Generation è andata in onda ogni mercoledì in prima serata su Canale 5 dal 9 ottobre al 13 novembre 2024 per sei puntate con la conduzione di Gerry Scotti.
Il conduttore è stato affiancato dalla giuria composta da Claudio Amendola (assente nella terza puntata del 23 ottobre 2024), Michelle Hunziker, Al Bano (assente nella prima puntata del 9 ottobre 2024), Orietta Berti, Iva Zanicchi e Fabio Rovazzi, dai coach Fausto Leali, Anna Tatangelo, Cristina Scuccia, Mietta, Benedetta Caretta e Lola Ponce e con la partecipazione di Chiara Tortorella in qualità di inviata per R101.
L'edizione si è conclusa con la vittoria di Namite Selvaggi (50000 €), mentre il premio R101 è stato assegnato a Mariafrancesca Cennamo.

## Descrizione
L'obiettivo del programma resta quello di eleggere la voce più promettente tra bambini e ragazzi di età compresa tra i 10 e i 15 anni in cui la musica, però, resta la protagonista assoluta.

### Meccanismo e opportunità offerte
Il meccanismo prevede una sfida tra sei squadre capitanate da alcune eccellenze della musica italiana; al termine di ogni puntata i due concorrenti con i voti più bassi della squadra ultima in classifica, dovranno abbandonare il programma. Durante la semifinale i ragazzi in gara invece, vengono scremati in due sole squadre per contendersi un posto in finale dove ciascun concorrente giocherà per conto suo.
La vincitrice si è aggiudicata il diritto di seguire un percorso formativo presso la New York Film Academy nella sede di Firenze, dove successivamente ottiene l'opportunità di essere accompagnata a Broadway per seguire uno stage presso la sede principale di New York. La vincitrice del premio tecnico di R101, la radio ufficiale del programma, insieme al contributo della giuria, ha avuto la possibilità di registrare una cover.

### Sigla
La sigla di questa edizione è stata la canzone What Is Love di Haddaway, mentre per l'entrata in studio del conduttore, invece è stata usata Here Comes the Hotstepper di Ini Kamoze.

### Studio
Il programma veniva trasmesso presso lo studio 20 del Centro di produzione Mediaset di Cologno Monzese (Milano).

## Cast

### Concorrenti
L'età dei concorrenti si riferisce al momento dell'ingresso nel programma.
Puntate 1-4
| Coach | Coach             | Concorrenti                      | Concorrenti                 | Concorrenti               | Concorrenti                |
| ----- | ----------------- | -------------------------------- | --------------------------- | ------------------------- | -------------------------- |
|       | Anna Tatangelo    | Marianna Alè (14 anni)           | Beatrice La Rocca (12 anni) | Ludovica Sala (12 anni)   | Davide Londero (12 anni)   |
|       | Benedetta Caretta | Morgana La Manna (13 anni)       | Sara Fattori (15 anni)      | Namite Selvaggi (14 anni) | Nicholas Mazza (14 anni)   |
|       | Cristina Scuccia  | Filippo Rigoni (15 anni)         | Serena Ziello (11 anni)     | Matteo Fentross (15 anni) | Beatrice Ferrua (12 anni)  |
|       | Fausto Leali      | Mariafrancesca Cennamo (10 anni) | Mirko Milella (10 anni)     | Sofia Liguori (15 anni)   | Enrico Oliva (13 anni)     |
|       | Lola Ponce        | Antonio Lobuono (12 anni)        | Sofia Tarantino (12 anni)   | Viola Scalzo (11 anni)    | Cristina Fiorita (14 anni) |
|       | Mietta            | Walter Puddinu (10 anni)         | Swamy Leone (15 anni)       | Aurora Binetti (14 anni)  | Sophia Lassi (15 anni)     |

Puntata 5 (Semifinale)
| Coach | Coach          | Coach             | Coach      | Concorrenti                      | Concorrenti               | Concorrenti                | Concorrenti              | Concorrenti               | Concorrenti               | Concorrenti                 | Concorrenti              |
| ----- | -------------- | ----------------- | ---------- | -------------------------------- | ------------------------- | -------------------------- | ------------------------ | ------------------------- | ------------------------- | --------------------------- | ------------------------ |
|       | Fausto Leali   | Cristina Scuccia  | Mietta     | Morgana La Manna (13 anni)       | Sophia Lassi (15 anni)    | Cristina Fiorita (14 anni) | Nicholas Mazza (14 anni) | Sofia Tarantino (12 anni) | Antonio Lobuono (12 anni) | Beatrice La Rocca (12 anni) | Filippo Rigoni (15 anni) |
|       | Anna Tatangelo | Benedetta Caretta | Lola Ponce | Mariafrancesca Cennamo (10 anni) | Namite Selvaggi (14 anni) | Walter Puddinu (10 anni)   | Aurora Binetti (14 anni) | Davide Londero (12 anni)  | Beatrice Ferrua (12 anni) | Serena Ziello (12 anni)     | Marianna Alè (14 anni)   |

Puntata 6 (Finale)
| Concorrenti                      | Stato                |
| -------------------------------- | -------------------- |
| Namite Selvaggi (14 anni)        | Vincitrice           |
| Mariafrancesca Cennamo (10 anni) | Seconde classificate |
| Cristina Fiorita (14 anni)       | Seconde classificate |
| Serena Ziello (12 anni)          | Eliminati            |
| Aurora Binetti (14 anni)         | Eliminati            |
| Davide Londero (12 anni)         | Eliminati            |
| Marianna Alé (14 anni)           | Eliminati            |
| Morgana La Manna (13 anni)       | Eliminati            |
| Sofia Tarantino (12 anni)        | Eliminati            |
| Beatrice Ferrua (12 anni)        | Eliminati            |
| Walter Puddinu (10 anni)         | Eliminati            |
| Antonio Lobuono (12 anni)        | Eliminati            |

### Giuria e coach
Legenda
     Giudice
     Coach
| Giurati / Coach   | Puntate | Puntate | Puntate | Puntate | Puntate    | Puntate | Totale |
| Giurati / Coach   | 1       | 2       | 3       | 4       | Semifinale | Finale  | Totale |
| ----------------- | ------- | ------- | ------- | ------- | ---------- | ------- | ------ |
| Claudio Amendola  |         |         |         |         |            |         | 5      |
| Michelle Hunziker |         |         |         |         |            |         | 6      |
| Al Bano           |         |         |         |         |            |         | 5      |
| Orietta Berti     |         |         |         |         |            |         | 6      |
| Iva Zanicchi      |         |         |         |         |            |         | 6      |
| Fabio Rovazzi     |         |         |         |         |            |         | 6      |
| Fausto Leali      |         |         |         |         |            |         | 6      |
| Anna Tatangelo    |         |         |         |         |            |         | 6      |
| Cristina Scuccia  |         |         |         |         |            |         | 6      |
| Mietta            |         |         |         |         |            |         | 6      |
| Benedetta Caretta |         |         |         |         |            |         | 6      |
| Lola Ponce        |         |         |         |         |            |         | 6      |

### Direttori d'orchestra
| Direttore d'orchestra | Puntate | Puntate | Puntate | Puntate | Puntate    | Puntate | Totale |
| Direttore d'orchestra | 1       | 2       | 3       | 4       | Semifinale | Finale  | Totale |
| --------------------- | ------- | ------- | ------- | ------- | ---------- | ------- | ------ |
| Valeriano Chiaravalle |         |         |         |         |            |         | 6      |

### Radio speaker
Legenda
     Inviato/a
     Emittente radiofonica
| Inviato/a / Speaker | Puntate | Puntate | Puntate | Puntate | Puntate    | Puntate | Totale |
| Inviato/a / Speaker | 1       | 2       | 3       | 4       | Semifinale | Finale  | Totale |
| ------------------- | ------- | ------- | ------- | ------- | ---------- | ------- | ------ |
| Chiara Tortorella   |         |         |         |         |            |         | 6      |
| R101                |         |         |         |         |            |         | 6      |

## Tabellone dello svolgimento del programma
|                        | Puntate         | Puntate         | Puntate         | Puntate         | Puntate         | Puntate         | Puntate         | Puntate         | Puntate         | Puntate         | Puntate         | Puntate         | Puntate         | Puntate         | Puntate         | Puntate         | Puntate           | Puntate           | Puntate           | Puntate           | Puntate | Puntate   | Puntate | Puntate   | Puntate | Puntate        | Puntate              |
| 1                      | 1               | 1               | 1               | 2               | 2               | 2               | 2               | 3               | 3               | 3               | 3               | 4               | 4               | 4               | 4               | Semifinale      | Semifinale        | Semifinale        | Semifinale        | Finale            | Finale  | Finale    | Finale  | Finale    | Finale  | Finale         |                      |
| ---------------------- | --------------- | --------------- | --------------- | --------------- | --------------- | --------------- | --------------- | --------------- | --------------- | --------------- | --------------- | --------------- | --------------- | --------------- | --------------- | --------------- | ----------------- | ----------------- | ----------------- | ----------------- | ------- | --------- | ------- | --------- | ------- | -------------- | -------------------- |
| Vittoria               | Squadra Caretta | Squadra Caretta | Squadra Caretta | Squadra Caretta | Squadra Caretta | Squadra Caretta | Squadra Caretta | Squadra Caretta | Squadra Scuccia | Squadra Scuccia | Squadra Scuccia | Squadra Scuccia | Squadra Caretta | Squadra Caretta | Squadra Caretta | Squadra Caretta | Squadra Tatangelo | Squadra Tatangelo | Squadra Tatangelo | Squadra Tatangelo | N.D.    | N.D.      | N.D.    | N.D.      | N.D.    | N.D.           | N.D.                 |
| Namite Selvaggi        | 1°              | N.D.            | N.D.            | N.D.            | 1°              | N.D.            | N.D.            | N.D.            | 5°              | Al ballottaggio | 1°              | Salvato         | 1°              | N.D.            | N.D.            | N.D.            | 1°                | In finale         | In finale         | In finale         | N.D.    | N.D.      | 1°      | Salvata   | 2°      | In finalissima | Vincitrice           |
| Mariafrancesca Cennamo | 6°              | Al ballottaggio | 4°              | Salvata         | 5°              | Al ballottaggio | 1°              | Salvata         | 3°              | N.D.            | N.D.            | N.D.            | 5°              | Al ballottaggio | 1°              | Salvata         | 1°                | In finale         | In finale         | In finale         | 1°      | Salvate   | N.D.    | N.D.      | 1°      | In finalissima | Seconde classificate |
| Cristina Fiorita       | 2°              | N.D.            | N.D.            | N.D.            | 3°              | N.D.            | N.D.            | N.D.            | 2°              | N.D.            | N.D.            | N.D.            | 6°              | Al ballottaggio | 2°              | Salvata         | 2°                | Al ballottaggio   | 2°                | In finale         | 2°      | Salvate   | N.D.    | N.D.      | 3°      | In finalissima | Seconde classificate |
| Serena Ziello          | 5°              | Al ballottaggio | 1°              | Salvata         | 4°              | N.D.            | N.D.            | N.D.            | 1°              | N.D.            | N.D.            | N.D.            | 3°              | N.D.            | N.D.            | N.D.            | 1°                | In finale         | In finale         | In finale         | N.D.    | N.D.      | 2°      | Salvati   | 4°      | Eliminati      |                      |
| Aurora Binetti         | 3°              | N.D.            | N.D.            | N.D.            | 6°              | Al ballottaggio | 3°              | Salvata         | 4°              | N.D.            | N.D.            | N.D.            | 2°              | N.D.            | N.D.            | N.D.            | 1°                | In finale         | In finale         | In finale         | N.D.    | N.D.      | 3°      | Salvati   | 5°      | Eliminati      |                      |
| Davide Londero         | Non in gara     | Non in gara     | Non in gara     | Non in gara     | 2°              | N.D.            | N.D.            | N.D.            | 6°              | Al ballottaggio | 3°              | Salvati         | 4°              | N.D.            | N.D.            | N.D.            | 1°                | In finale         | In finale         | In finale         | 3°      | Salvato   | N.D.    | N.D.      | 6°      | Eliminati      |                      |
| Marianna Alè           | 4°              | N.D.            | N.D.            | N.D.            | 2°              | N.D.            | N.D.            | N.D.            | 6°              | Al ballottaggio | 2°              | Salvati         | 4°              | N.D.            | N.D.            | N.D.            | 1°                | In finale         | In finale         | In finale         | N.D.    | N.D.      | 4°      | Eliminate |         |                |                      |
| Morgana La Manna       | 1°              | N.D.            | N.D.            | N.D.            | 1°              | N.D.            | N.D.            | N.D.            | 5°              | Al ballottaggio | 5°              | Salvati         | 1°              | N.D.            | N.D.            | N.D.            | 2°                | Al ballottaggio   | 3°                | In finale         | N.D.    | N.D.      | 5°      | Eliminate |         |                |                      |
| Sofia Tarantino        | 2°              | N.D.            | N.D.            | N.D.            | 3°              | N.D.            | N.D.            | N.D.            | 2°              | N.D.            | N.D.            | N.D.            | 6°              | Al ballottaggio | 3°              | Salvata         | 2°                | Al ballottaggio   | 1°                | In finale         | N.D.    | N.D.      | 6°      | Eliminate |         |                |                      |
| Beatrice Ferrua        | 5°              | Al ballottaggio | 5°              | Salvata         | 4°              | N.D.            | N.D.            | N.D.            | 1°              | N.D.            | N.D.            | N.D.            | 3°              | N.D.            | N.D.            | N.D.            | 1°                | In finale         | In finale         | In finale         | 4°      | Eliminati |         |           |         |                |                      |
| Walter Puddinu         | 3°              | N.D.            | N.D.            | N.D.            | 6°              | Al ballottaggio | 5°              | Salvato         | 4°              | N.D.            | N.D.            | N.D.            | 2°              | N.D.            | N.D.            | N.D.            | 1°                | In finale         | In finale         | In finale         | 5°      | Eliminati |         |           |         |                |                      |
| Antonio Lobuono        | 2°              | N.D.            | N.D.            | N.D.            | 3°              | N.D.            | N.D.            | N.D.            | 2°              | N.D.            | N.D.            | N.D.            | 6°              | Al ballottaggio | 4°              | Salvato         | 2°                | Al ballottaggio   | 4°                | In finale         | 6°      | Eliminati |         |           |         |                |                      |
| Sophia Lassi           | 3°              | N.D.            | N.D.            | N.D.            | 6°              | Al ballottaggio | 2°              | Salvata         | 4°              | N.D.            | N.D.            | N.D.            | 2°              | N.D.            | N.D.            | N.D.            | 2°                | Al ballottaggio   | 5°                | Eliminati         |         |           |         |           |         |                |                      |
| Beatrice La Rocca      | 4°              | N.D.            | N.D.            | N.D.            | 2°              | N.D.            | N.D.            | N.D.            | 6°              | Al ballottaggio | 6°              | Salvati         | 4°              | N.D.            | N.D.            | N.D.            | 2°                | Al ballottaggio   | 6°                | Eliminati         |         |           |         |           |         |                |                      |
| Nicholas Mazza         | Non in gara     | Non in gara     | Non in gara     | Non in gara     | 5°              | Immune          | Immune          | Immune          | 5°              | Al ballottaggio | 4°              | Salvati         | 1°              | N.D.            | N.D.            | N.D.            | 2°                | Al ballottaggio   | 7°                | Eliminati         |         |           |         |           |         |                |                      |
| Filippo Rigoni         | 5°              | Al ballottaggio | 2°              | Salvati         | 4°              | N.D.            | N.D.            | N.D.            | 1°              | N.D.            | N.D.            | N.D.            | 3°              | N.D.            | N.D.            | N.D.            | 2°                | Al ballottaggio   | 8°                | Eliminati         |         |           |         |           |         |                |                      |
| Sofia Liguori          | 6°              | Al ballottaggio | 3°              | Salvati         | 5°              | Al ballottaggio | 4°              | Salvata         | 3°              | N.D.            | N.D.            | N.D.            | 5°              | Al ballottaggio | 5°              | Eliminate       |                   |                   |                   |                   |         |           |         |           |         |                |                      |
| Viola Scalzo           | 2°              | N.D.            | N.D.            | N.D.            | 3°              | N.D.            | N.D.            | N.D.            | 2°              | N.D.            | N.D.            | N.D.            | 6°              | Al ballottaggio | 6°              | Eliminate       |                   |                   |                   |                   |         |           |         |           |         |                |                      |
| Sara Fattori           | 1°              | N.D.            | N.D.            | N.D.            | 1°              | N.D.            | N.D.            | N.D.            | 5°              | Al ballottaggio | 7°              | Eliminate       |                 |                 |                 |                 |                   |                   |                   |                   |         |           |         |           |         |                |                      |
| Ludovica Sala          | 4°              | N.D.            | N.D.            | N.D.            | 2°              | N.D.            | N.D.            | N.D.            | 6°              | Al ballottaggio | 8°              | Eliminate       |                 |                 |                 |                 |                   |                   |                   |                   |         |           |         |           |         |                |                      |
| Swamy Leone            | 3°              | N.D.            | N.D.            | N.D.            | 6°              | Al ballottaggio | 6°              | Eliminati       |                 |                 |                 |                 |                 |                 |                 |                 |                   |                   |                   |                   |         |           |         |           |         |                |                      |
| Enrico Oliva           | 6°              | Al ballottaggio | 6°              | Salvato         | 5°              | Al ballottaggio | 7°              | Eliminati       |                 |                 |                 |                 |                 |                 |                 |                 |                   |                   |                   |                   |         |           |         |           |         |                |                      |
| Mirko Milella          | 6°              | Al ballottaggio | 7°              | Eliminati       |                 |                 |                 |                 |                 |                 |                 |                 |                 |                 |                 |                 |                   |                   |                   |                   |         |           |         |           |         |                |                      |
| Matteo Fentross        | 5°              | Al ballottaggio | 8°              | Eliminati       |                 |                 |                 |                 |                 |                 |                 |                 |                 |                 |                 |                 |                   |                   |                   |                   |         |           |         |           |         |                |                      |

## Ascolti
| Puntata    | Messa in onda    | Telespettatori | Share  | Fonte  | Ospiti                                        |
| ---------- | ---------------- | -------------- | ------ | ------ | --------------------------------------------- |
| 1          | 9 ottobre 2024   | 2 458 000      | 18,12% | [ 12 ] | Angelo Aliano, Paola Andreini, Alessandro Rea |
| 2          | 16 ottobre 2024  | 2 393 000      | 16,79% | [ 13 ] | –                                             |
| 3          | 23 ottobre 2024  | 2 468 000      | 17,00% | [ 14 ] | Marta Viola, Matthew Modine                   |
| 4          | 30 ottobre 2024  | 2 178 000      | 15,39% | [ 15 ] | Andrea Carpinteri                             |
| Semifinale | 6 novembre 2024  | 2 084 000      | 14,71% | [ 16 ] | –                                             |
| Finale     | 13 novembre 2024 | 2 220 000      | 17,34% | [ 17 ] | Alfa, Diletta Leotta, Marta Viola             |
| Media      | Media            | 2 300 000      | 16,55% |        |                                               |